# Karl Georg Rumi
Karl Georg Rumi, též Károly György Rumy (18. listopadu 1780, Spišská Nová Ves – 5. dubna 1847, Ostřihom) byl slovenský učenec (polyhistor), evangelický duchovní a pedagog.
V letech 1806–1807 vyučoval na evangelickém gymnáziu v Těšíně a staral se zde i o Tschammerovu knihovnu.
Byl třikrát ženat.